# ビジコン (テレビゲーム)
ビジコン（VISICOM）は、東京芝浦電気（現：東芝）が1978年4月1日に発売した家庭向けテレビゲーム。

## 概要
東芝が1978年4月1日に発売した、国産では初のマイコンを内蔵したカセット交換式テレビゲーム。開発はテレビ事業部が担当、米国RCA社開発のテレビゲーム「RCA Studio II」をベースに、同社のマイクロプロセッサを使用してカラー化させたものである。発売した東芝は玩具店の販売ルートを持たなかったため、販売は家電ルートで行われた。本体価格54,800円。
コントローラはテンキーのみのパッドであるが、ジョイスティックのオーバレイを被せることでジョイスティックにもなる（スティックの傾きで2・4・6・8を中で押すだけなので使わなくてもプレイは出来る）という独特な物であった。また本体にあらかじめ5種類のソフトウェアが内蔵されており、カセットがなくても遊ぶことが出来た。本体はメタルパーツを多用して、いかにも家電メーカーらしい高級感溢れる作りになっていた。
描画性能はエポック社のカセットビジョンにも劣る物であるが、本体側にマイクロプロセッサを持たせて、プログラムROMカセットでソフトウェアを供給している点が、カセットビジョンと大きく異なる点である。

## ハードウェア

### 本体内蔵ソフト
- 落書き

パッド操作で画面上のドットを動かして任意の画を描画する。
- ボウリング

投球した後で球を上下に移動させてピンに当てる。
- 模様書き

落書きと同じだが、一定の模様を描くと同じ模様が自動で繰り返し描画される。
- カーレース

対向車にぶつからないように自分の車を左右に移動させる。ギア2段。
- 加算ゲーム

画面に表示される3つの数字の合計をパッドで入力する。

### メモリマップ
| アドレス      | サイズ | 内容                                |
| ------------- | ------ | ----------------------------------- |
| 0000H - 07FFH | 2KB    | 本体内蔵ゲームROM                   |
| 0800H - 0FFFH | 2KB    | カセット用ROMエリア                 |
| 1000H - 10FFH | 0.25KB | ワークRAM                           |
| 1100H - 11FFH | 0.25KB | ディスプレイRAM（カラー上位ビット） |
| 1200H - 12FFH |        | （未使用）                          |
| 1300H - 13FFH | 0.25KB | ディスプレイRAM（カラー下位ビット） |

## 仕様
- CPU: RCA 1802（1.78MHz）
- 内蔵ROM: 2Kバイト（5種類の本体内蔵ソフト含む）
- 外部ROM: 2Kバイト（カセット用）
- RAM: 256バイト
- VRAM: 512バイト
- グラフィック: 64×32ドット, 4色カラー（朱色、水色、黄緑、透明）
- サウンド: 単音, 固定周波数
- 寸法: 幅450mm×高さ92mm×奥行251mm
- 重量: 2.2kg
- 付属品: アンテナ切換えスイッチ（VC-1）, ACアダプター（AD-800）, コントロールスティック×2個

## ソフトウェア
算数ドリル（CAS-110：5,000円）
- 四則演算
- 数当て
- 数のならびかえ

スポーツファン（CAS-130：5,000円）
- 野球
- 角力

ギャンブラーI（CAS-140：5,000円）
- ブラックジャック（1人用, 2人用）

ギャンブラーII（CAS-141：5,000円）
- スロットマシン-1（1人用 - 回数制限なし）
- スロットマシン-2（1人用 - 10回制限つき）
- 電子サイコロ（2人用）

スペースコマンド（CAS-160：5,000円）
- 円盤射撃I（水平飛行）
- 円盤射撃II（垂直飛行）

霊感（CAS-190：5,000円）
- 八卦占い
- 血液占い
- 星占い

算数ドリル、スポーツファン、ギャンブラーI、スペースコマンドをBOXセットにしたビジコンカセットキット（CAS-100K：20,000円）も発売された。

## その他
マイコン雑誌「月刊I/O」1979年1月号と3月号に、ビジコンを東芝のワンボードマイコン「EX-80」と接続して、EX-80側からプログラムを転送してビジコンでオリジナルのゲームを動かす記事が掲載された。